# Timely Comics
Timely Comics — спільна назва для кількох корпорацій, які допомогли створювати комікси американського видавця Мартіна Ґудмана. У 1960-х роках компанія змінила назву на Marvel Comics.

## Список персонажів Timely Comics та їх авторів
| Ім'я персонажа                                           | Перша поява | Повернення                                                        | Автор(-и)                                                                   |
| -------------------------------------------------------- | --- | ----------------------------------------------------------------- | --------------------------------------------------------------------------- |
| American Ace                                             | Marvel Mystery Comics #2                                                                                               | All-Winners Squad: Band of Heroes #4 (Листопад 2011)              | Пол Дж. Лоретта (пенсіллер). Сценарист невідомий.                           |
| Angel                                                    | Marvel Comics #1 (Листопад 1939)                                                                                       | The Avengers #97 (Березень 1972);U.S. Agent #3 (Серпень 1993)     | Пол Ґуставсон (художник). Сценарист невідомий.                              |
| Archie the Gruesome                                      | Comedy Comics #10 (Червень 1942)                                                                                       | All-Winners Squad: Band of Heroes #1 (Серпень 2011)               |                                                                             |
| Black Marvel                                             | Mystic Comics #5 (Травень 1941)                                                                                        | Slingers #1 (Грудень 1998)                                        | Аль Ґабріель (пенсіллер-інкер). Сценарист невідомий.                        |
| Black Widow                                              | Mystic Comics #4 (Серпень 1940)                                                                                        | Marvels #1 (Січень 1994)                                          | Джордж Капітан (сценарист), Гаррі Сейгл (пенсіллер)                         |
| Blazing Skull                                            | Mystic Comics #5 (Травень 1941)                                                                                        | The Avengers #97 (Березень 1972); Invaders #2 (1993)              | Боб Девіс (сценарист-пенсіллер)                                             |
| Blonde Phantom                                           | All Select Comics #11 (Кінець 1946)                                                                                    | The Sensational She-Hulk #4 (Липень 1989)                         | Стен Лі (сценарист), Сид Шорс (пенсіллер)                                   |
| Blue Blade                                               | U.S.A. Comics #5 (Літо 1942)                                                                                           | The Twelve #1 (Березень 2008)                                     | Сценарист і художник невідомі.                                              |
| Blue Blaze                                               | Mystic Comics #1 (Травень 1940)                                                                                        |                                                                   | Гаррі Дуглас (сценарист-пенсіллер).                                         |
| Bucky Barnes                                             | Captain America Comics #1 (Березень 1941)                                                                              | Як Зимовий Солдат: Captain America vol. 5, #1 (Січень 2005)       | Джо Саймон (сценарист), Джек Кірбі (пенсіллер)                              |
| Blue Diamond                                             | Daring Mystery Comics #7 (Квітень 1941)                                                                                | Marvel Premiere #29 (Квітень 1976)                                | Бен Томпсон (пенсіллер). Сценарист невідомий.                               |
| Captain America                                          | Captain America Comics #1 (Березень 1941)                                                                              | The Avengers #4 (Березень 1964)                                   | Джо Саймон (сценарист), Джек Кірбі (пенсіллер)                              |
| Captain Terror                                           | U.S.A. Comics #2 (Листопад 1941)                                                                                       | Captain America #442 (Серпень 1995)                               | Майк Сачорський (пенсіллер). Сценарист невідомий.                           |
| Captain Wonder                                           | Kid Komics #1 (Лютий 1943)                                                                                             | The Twelve #1 (Березень 2008)                                     | Отто Біндер (сценарист), Френк Ґіацоя (пенсіллер)                           |
| Challenger                                               | Daring Mystery Comics #7 (Квітень 1941)                                                                                | Marvel Knights Spider-Man #9 (Лютий 2005)                         | Чарльз Ніколас (пенсіллер). Сценарист невідомий.                            |
| Citizen V                                                | Daring Mystery Comics #8 (Січень 1942)                                                                                 | Thunderbolts −1 (Липень 1997)                                     | Бен Томпсон (пенсіллер, під псевдонімом «Том Бенсон»). Сценарист невідомий. |
| Comet Pierce                                             | Red Raven Comics #1 (Серпень 1940)                                                                                     |                                                                   | Джек Кірбі (сценарист-художник)                                             |
| Davey Drew (Davey and the Demon)                         | Mystic Comics #7 (1941)                                                                                                | All-Winners Squad: Band of Heroes #3 (Жовтень 2011)               | Говард Джеймс                                                               |
| Defender                                                 | U.S.A. Comics #1 (1941)                                                                                                | Daredevil #66 (Грудень 2004)                                      | Джо Саймон і Джек Кірбі (сценаристи). Пенсіллер невідомий.                  |
| Destroyer                                                | Mystic Comics #6 (Жовтень 1941)                                                                                        | Invaders #26 (Березень 1978)                                      | Стен Лі (сценарист), Джек Біндер (пенсіллер)                                |
| Dynamic Man                                              | Mystic Comics #1 (1940)                                                                                                | The Twelve #1 (Березень 2008)                                     | Деніел Пітерс                                                               |
| Electro                                                  | Marvel Mystery #4 (Лютий 1940)                                                                                         | The Twelve #1 (Березень 2008)                                     | Стів Даглман (сценарист-пенсіллер)                                          |
| Falcon                                                   | Human Torch Comics #2 (Кінець 1940)                                                                                    | Marvel Knights Spider-Man #9 (Лютий 2005)                         | Карл Бурґос (сценарист-художник)                                            |
| Father Time                                              | Captain America Comics #6 (Вересень 1941)                                                                              | All-Winners Squad: Band of Heroes #2 (Вересень 2011)              | Стен Лі (сценарист)                                                         |
| Ferret                                                   | Marvel Mystery Comics #4 (Лютий 1940)                                                                                  | The Marvels Project #3 (Грудень 2009)                             |                                                                             |
| Fiery Mask                                               | Daring Mystery Comics #1 (Січень 1940)                                                                                 | The Twelve #1 (Березень 2008)                                     | Джо Саймон (сценарист-пенсіллер)                                            |
| Fighting Yank                                            | Captain America Comics #17 (Серпень 1942)                                                                              | All-Winners Squad: Band of Heroes #2 (Вересень 2011)              |                                                                             |
| Fin                                                      | Daring Mystery Comics #7 (Квітень 1941)                                                                                | The Avengers #97 (Березень 1972); Invaders #5 (Березень 1976)     | Білл Еверетт (сценарист-пенсіллер)                                          |
| Flash Foster                                             | Daring Mystery Comics #1 (Січень 1940)                                                                                 | All-Winners Squad: Band of Heroes #1 (Серпень 2011)               |                                                                             |
| Flexo the Rubber Man (Rubber robot, not stretching hero) | Mystic Comics #1 (Квітень 1940)                                                                                        |                                                                   | Джек Біндер (пенсіллер). Сценарист невідомий.                               |
| Human Torch                                              | Marvel Comics #1 (Жовтень 1939)                                                                                        | Fantastic Four Annual #4 (Листопад 1966)                          | Карл Бурґос (сценарист-пенсіллер)                                           |
| Hurricane                                                | Captain America Comics #1 (Березень 1941)                                                                              | Marvel Universe #7 (Грудень 1998)                                 | Джек Кірбі і Джо Саймон (сценаристи), Джек Кірбі (пенсіллер)                |
| Invisible Man                                            | Mystic Comics #2 (Квітень 1940)                                                                                        | All-Winners Squad: Band of Heroes #1 (Серпень 2011)               |                                                                             |
| Jack Frost                                               | U.S.A. Comics #1 (Серпень 1941)                                                                                        | Marvel Premiere #29 (Квітень 1976)                                | Стен Лі (сценарист), Чарльз Ніколас (пенсіллер)                             |
| Jap Buster Johnson                                       | U.S.A Comics #6 (Грудень 1942)                                                                                         | All-Winners Squad: Band of Heroes #2 (Вересень 2011)              |                                                                             |
| Jimmy Jupiter                                            | Marvel Mystery Comics #28 (Лютий 1942)                                                                                 | Captain America #1 (Вересень 2011)                                |                                                                             |
| John Steele                                              | Daring Mystery Comics #1                                                                                               | The Marvels Project #1 (Жовтень 2009)                             | Ларрі Антонетте (сценарист, під псевдонімом «Dean Carr», пенсіллер)         |
| Laughing Mask                                            | Daring Mystery Comics #2                                                                                               | The Twelve #1 (Березень 2008)                                     | Вілл Гарр (сценарист), Мавріс Ґутвірт (пенсіллер)                           |
| Major Liberty                                            | U.S.A. Comics #1 (Серпень 1941)                                                                                        |                                                                   |                                                                             |
| Marvel Boy (first)                                       | Daring Mystery Comics #6 (Вересень 1940)                                                                               |                                                                   | Джек Кірбі (пенсіллер), Джо Саймон і Аль Авісон (інкери)                    |
| Marvel Boy (second)                                      | U.S.A. Comics #7 (Лютий 1943)                                                                                          | Fantastic Four #165 (Грудень 1975)                                | Боб Окснер (сценарист-пенсіллер-інкер)                                      |
| Marvex the Super-Robot                                   | Daring Mystery Comics #3 (Квітень 1940)                                                                                | All Select Comics 70th Anniversary Special #1 (Вересень 2009)     | Невідомі ні сценарист, ні художник.                                         |
| Master Mind Excello                                      | Mystic Comics #2 | The Twelve #1 (Березень 2008)                                     |                                                                             |
| Mercury                                                  | Red Raven Comics #1 (Серпень 1940)                                                                                     | Marvel Universe #7 (Грудень 1998)                                 |                                                                             |
| Merzah the Mystic                                        | Mystic Comics #4 (Серпень 1940)                                                                                        | All-Winners Squad: Band of Heroes #1 (Серпень 2011)               |                                                                             |
| Miss America                                             | Marvel Mystery Comics #49 (Листопад 1943)                                                                              | Giant-Size Avengers #1 (Серпень 1974)                             | Отто Біндер (сценарист), Аль Ґабріель (пенсіллер)                           |
| Miss Patriot                                             | Marvel Mystery Comics #29 (Березень 1942) (як Мері Морґан); Marvel Mystery Comics #50 (Грудень 1943) (як Місс Патріот) | Captain America: Patriot #1 (Листопад 2010)                       |                                                                             |
| Mister E                                                 | Daring Mystery Comics #2                                                                                               | The Twelve #1 (Березень 2008)                                     |                                                                             |
| Monako the Magician                                      | Daring Mystery Comics #1                                                                                               | The Marvels Project #1 (Жовтень 2009)                             |                                                                             |
| Moon Man                                                 | Mystic Comics #5 | All-Winners Squad: Band of Heroes #2 (Вересень 2011)              |                                                                             |
| Namora                                                   | Marvel Mystery Comics #82 (Травень 1947)                                                                               | Sub-Mariner #33 (Січень 1971)                                     | Кен Бальд (сценарист), Сид Шорс (художник)                                  |
| Nellie the Nurse                                         | |                                                                   |                                                                             |
| Patriot                                                  | Human Torch Comics #4 (Весна 1941)                                                                                     | The Avengers #97 (Березень 1972); The Invaders #5 (Березень 1976) | Рей Ґілл (сценарист), Біл Еверетт чи Джордж Мендель (пенсіллер)             |
| Patsy Walker                                             | Miss America Magazine #2 (Листопад 1944)                                                                               | The Avengers #144 (Лютий 1976)                                    | Отто Біндер (сценарист), Рут Аткінсон (художник)                            |
| Phantom Bullet                                           | Daring Comics #2 (Лютий 1940)                                                                                          | The Marvels Project #2 (Листопад 2009)                            |                                                                             |
| Phantom Reporter                                         | Daring Mystery Comics #3                                                                                               | The Twelve #1 (Березень 2008)                                     |                                                                             |
| Red Raven                                                | Red Raven Comics #1 (Серпень 1940)                                                                                     | X-Men #44 (Травень 1968)                                          | Джо Саймон (сценарист), Луіс Казено (пенсіллер)                             |
| Rockman                                                  | U.S.A. Comics #1 (Серпень 1941)                                                                                        | The Twelve #1 (Березень 2008)                                     |                                                                             |
| Silver Scorpion                                          | Daring Mystery Comics #7 (Січень 1941)                                                                                 | Invaders #2 (Червень 1993)                                        | Генрі Сейгл                                                                 |
| Slow-Motion Jones                                        | U.S.A. Comics #6 (Грудень 1942)                                                                                        | All-Winners Squad: Band of Heroes #1 (Серпень 2011)               |                                                                             |
| Sub-Mariner                                              | Marvel Comics #1 (Листопад 1939)                                                                                       | Fantastic Four #4 (Травень1962)                                   | Білл Еверетт (сценарист-пенсіллер-інкер)                                    |
| Sun Girl                                                 | Sun Girl #1 (Серпень 1948)                                                                                             |                                                                   | Кен Бальд                                                                   |
| Taxi Taylor                                              | Mystic Comics #2 (Квітень 1940)                                                                                        | All-Winners Squad: Band of Heroes #1 (Серпень 2011)               |                                                                             |
| Terror                                                   | Mystic Comics #5 (Березень 1941)                                                                                       | Sensational She-Hulk #15 (Травень 1990)                           | Філ Стурм (сценарист); Сид Шорс (пенсіллер). Джордж Клайн.                  |
| Thin Man                                                 | Mystic Comics #4 (Липень 1940)                                                                                         | Marvel Premiere #29 (Квітень 1976)                                | Клаус Нордлінґ (пенсіллер-інкер)                                            |
| Thunderer                                                | Daring Mystery Comics #7 (Квітень 1941)                                                                                | Marvel Premiere #29 (Квітень 1976)                                |                                                                             |
| Toro                                                     | Human Torch Comics #2 (1940)                                                                                           | Sub-Mariner #14 (1969)                                            | Карл Бурґос                                                                 |
| Vagabond                                                 | U.S.A. Comics #2 (Листопад 1941)                                                                                       | All-Winners Squad: Band of Heroes #3 (Жовтень 2011)               |                                                                             |
| Venus                                                    | Venus #1 (Серпень 1948)                                                                                                | Sub-Mariner #57 (1973)                                            | Кен Бальд (перший художник)                                                 |
| Vision                                                   | Marvel Mystery Comics #13 (Листопад 1940)                                                                              | The Avengers #97 (Березень 1972)                                  | Джек Кірбі і Джо Саймон (сценаристи); Джек Кірбі (пенсіллер-інкер)          |
| Whizzer                                                  | U.S.A. Comics #1 (Серпень 1941)                                                                                        | Giant-Size Avengers #1 (Серпень 1974)                             | Аль Ґабріель (пенсіллер), Аль Ґабріель (інкер). Сценарист невідомий.        |
| The Witness                                              | Mystic Comics #6 (Грудень 1941)                                                                                        | The Twelve #1 (Березень 2008)                                     | Стен Лі (сценарист)                                                         |
| Young Allies                                             | Young Allies Comics #1 (Липень 1941)                                                                                   | Young Allies Comics 70th Anniversary Special (2009)               | Джек Кірбі (пенсіллер), Сид Шорс (інкер)                                    |
| Young Avenger                                            | U.S.A. Comics #1 (Серпень 1941)                                                                                        | All-Winners Squad: Band of Heroes #1 (Серпень 2011)               |                                                                             |
| Victory Boys                                             | U.S.A. Comics #5 (Літо 1942)                                                                                           | All-Winners Squad: Band of Heroes #1 (Серпень 2011)               |                                                                             |

## Додаткова література
- All in Color for a Dime by Dick Lupoff & Don Thompson ISBN 0-87341-498-5
- The Comic Book Makers by Joe Simon with Jim Simon ISBN 1-887591-35-4
- Excelsior! The Amazing Life of Stan Lee by Stan Lee and George Mair ISBN 0-684-87305-2
- Masters of Imagination: The Comic Book Artists Hall of Fame by Mike Benton ISBN 0-87833-859-4
- The Official Overstreet Comic Book Price Guide by Robert Overstreet — Edition #35 ISBN 0-375-72107-X
- Origins of Marvel Comics by Stan Lee ISBN 0-7851-0579-4
- The Steranko History of Comics, Vol. 1 & 2, by James Steranko — Vol. 1 ISBN 0-517-50188-0
- Thomas, Roy, The Golden Age of Marvel Comics (Marvel, 1997; ISBN 0-7851-0564-6) Introduction, p. 3